# Волгоградський швидкісний трамвай
Волгоградський швидкісний трамвай (скорочено — ШТ, інколи — Волгоградський метротрам; рос. Волгоградский скоростной трамвай, Волгоградский метротрам, СТ) — швидкісна лінія волгоградського трамваю (Волгоград, Російська Федерація), яка найчастіше класифікується як «швидкісний трамвай».
Середній час руху лінією — 32 хвилини. Середня швидкість вагонів становить 28 км/год.

## Класифікація

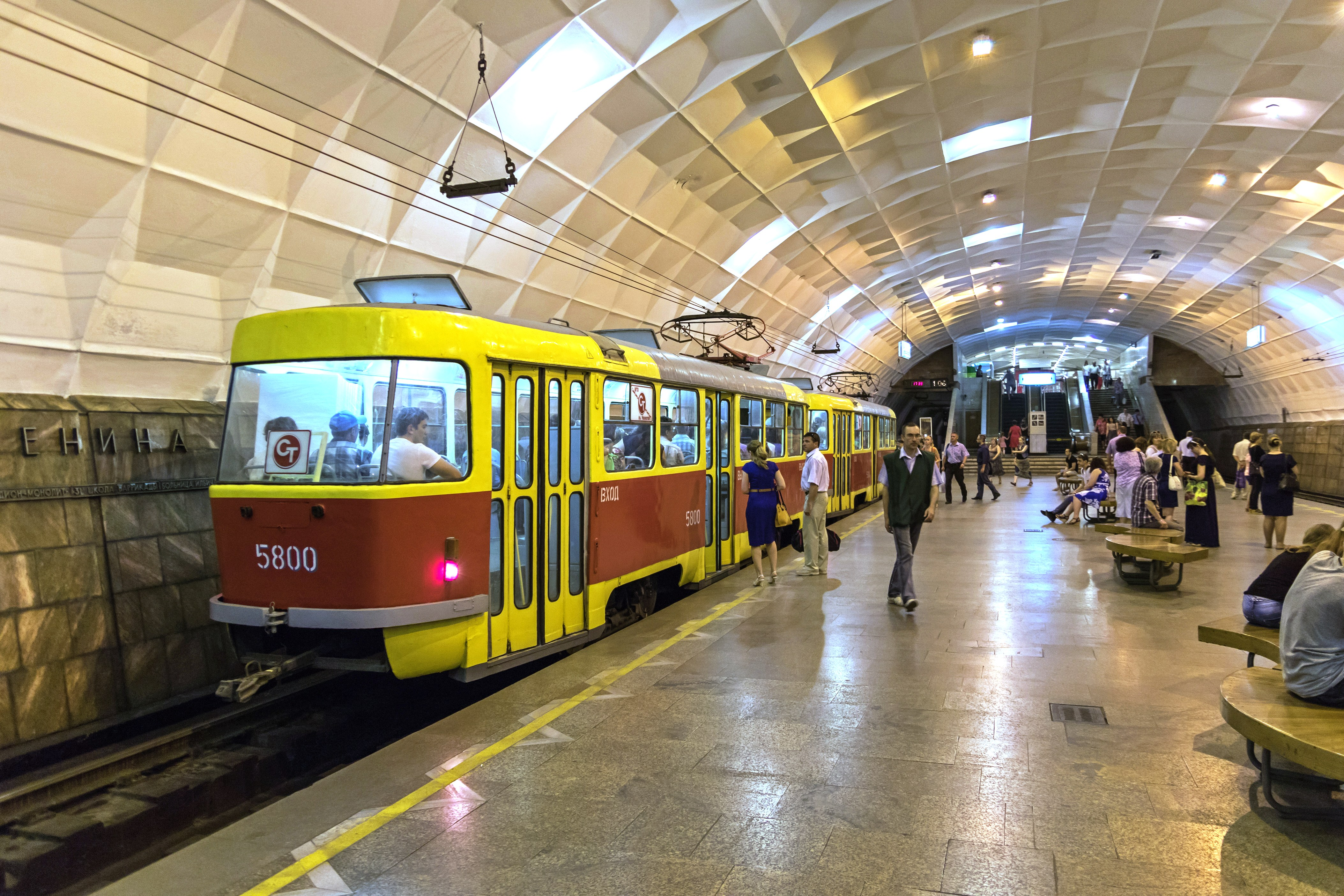
Підземна станція «Площа Леніна»

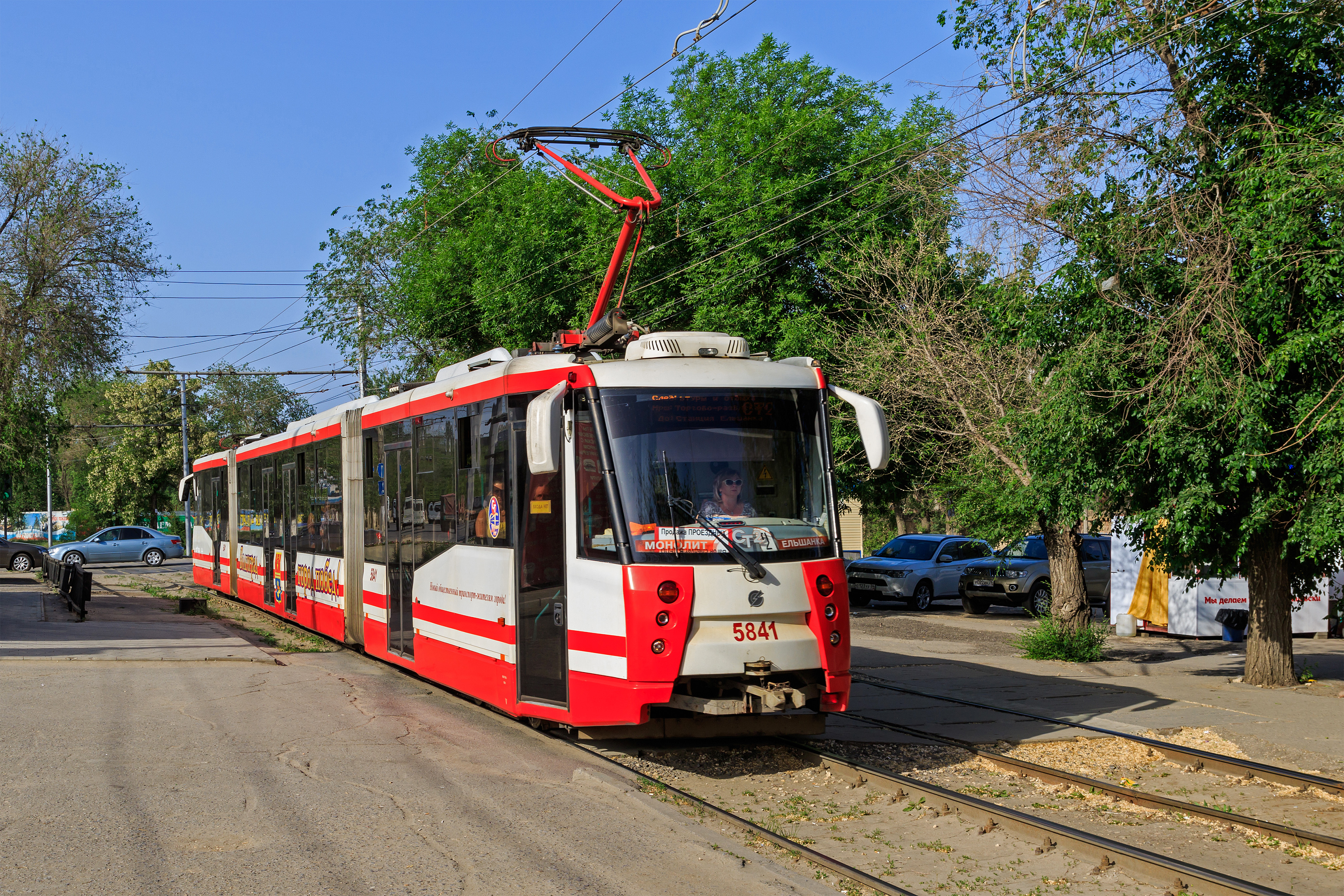
ЛВС 2009

Система Волгоградського швидкісного трамвая має 19 станцій, розташованих на одній лінії довжиною 13,5 км. З них 5 станцій (розташовані в центрі міста) побудовано за стандартами метрополітену: ділянка довжиною 7 км прокладена під землею. Наземна ділянка перебудована зі звичайної трамвайної лінії для забезпечення високих швидкостей руху та мінімізації перетинів з іншими видами транспорту. Вона знаходиться на окремому полотні, тобто відповідає всім стандартам швидкісного трамвая. Таким чином система є традиційним швидкісним трамваєм.
Інколи Волгоградський швидкісний трамвай називають метротрамом. Це слово виникло саме для означення волгоградської лінії. Воно означає трамвайну систему, деякі ділянки якої знаходяться під землею.

## Історія
Система була відкрита 5 листопада 1984 року після побудови підземної ділянки й реконструкції ділянок шляхів і зупинок наземного трамвая, що увійшли до складу лінії. Відтоді змін в маршруті швидкісного трамвая не відбувалося.
У будівництві були задіяні три організації: «Волгоградстрой», «Приволжтрансстрой» і «Харківметробуд». Проект був розроблений московським інститутом «Метрогіпротранс».

## Рухомий склад

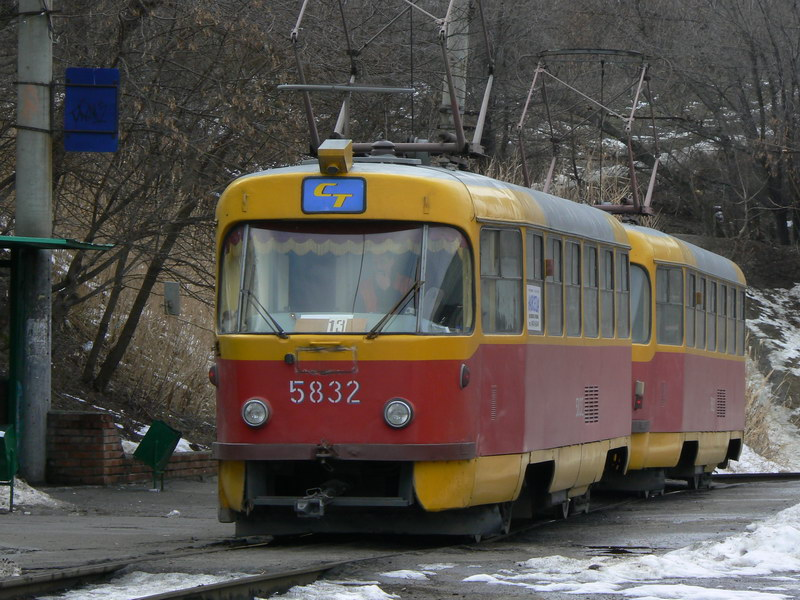
Потяг із вагонів Tatra Т3

Лінією курсують двовагонні зчепи. У вихідні дні та у вечірній час можуть використовуватися одинарні вагони. Основу трамвайного парку становлять вагони «Татра-Т3» випуску 1980—1987 років. Потреба в оновленні парку пов'язана з будівництвом станцій другої черги з різним розташуванням платформ без перетину тунелів і розворотного круга, для використання яких необхідні вагони з двома кабінами та дверима на обидва боки.
У першій половині 1990-х років проводилися випробування на лінії різних типів двосторонніх вагонів: чеської Tatra KT8D5, російських ЛВС-81-93 та 71-611 (КТМ-11). З них тільки Татра-KT8D5 іноді працює на лінії у зв'язку зі збільшенням обсягів перевезень і загальною нестачею рухомого складу; вагони 71-611 (КТМ-11) передані в місто Волжський, а ЛВС-81-93 не експлуатується. Також на лінії є поїзд з вагонів типу Татра-T3R.PV з обладнанням АЛС-АРС.
З 2009 на лінії експлуатується 10 трисекційних низькопідлогових вагонів ЛВС-2009.

## Інфраструктура
Лінія швидкісного трамвая з'єднує північні райони міста з центром, проходячи крізь чотири міські райони з восьми. Лінія йде вздовж проспекту імені Леніна, а в північній частині трохи віддаляється від проспекту і зближується з лінією міської електрички, а в південній частині проходить під бульварною частиною проспекту.
Фізично швидкісна лінія інтегрована у мережу міського нешвидкісного трамваю.

## Станції

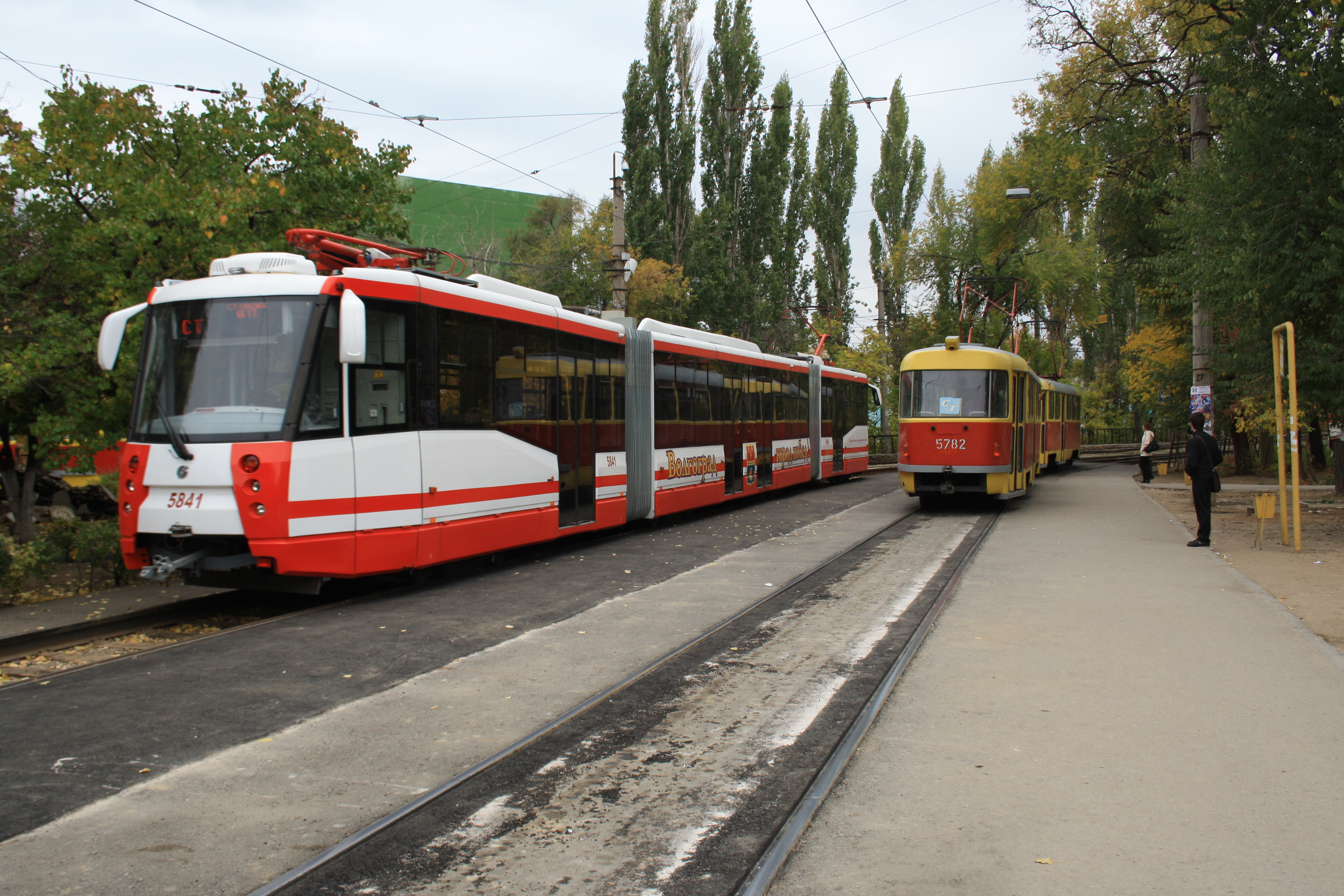
Зупинка (станція) «Тракторний завод»

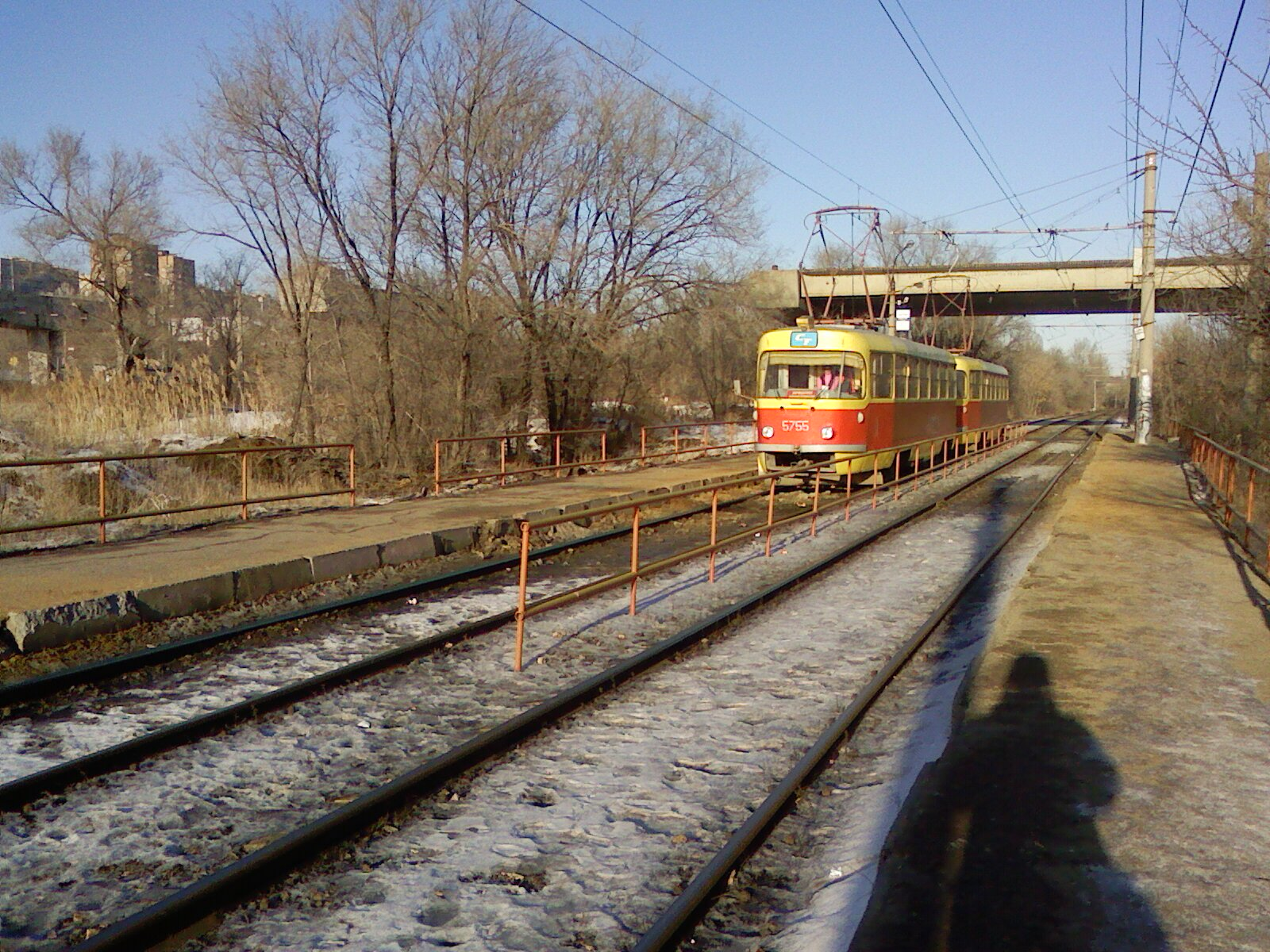
Зупинка (станція) «Водовідстій»

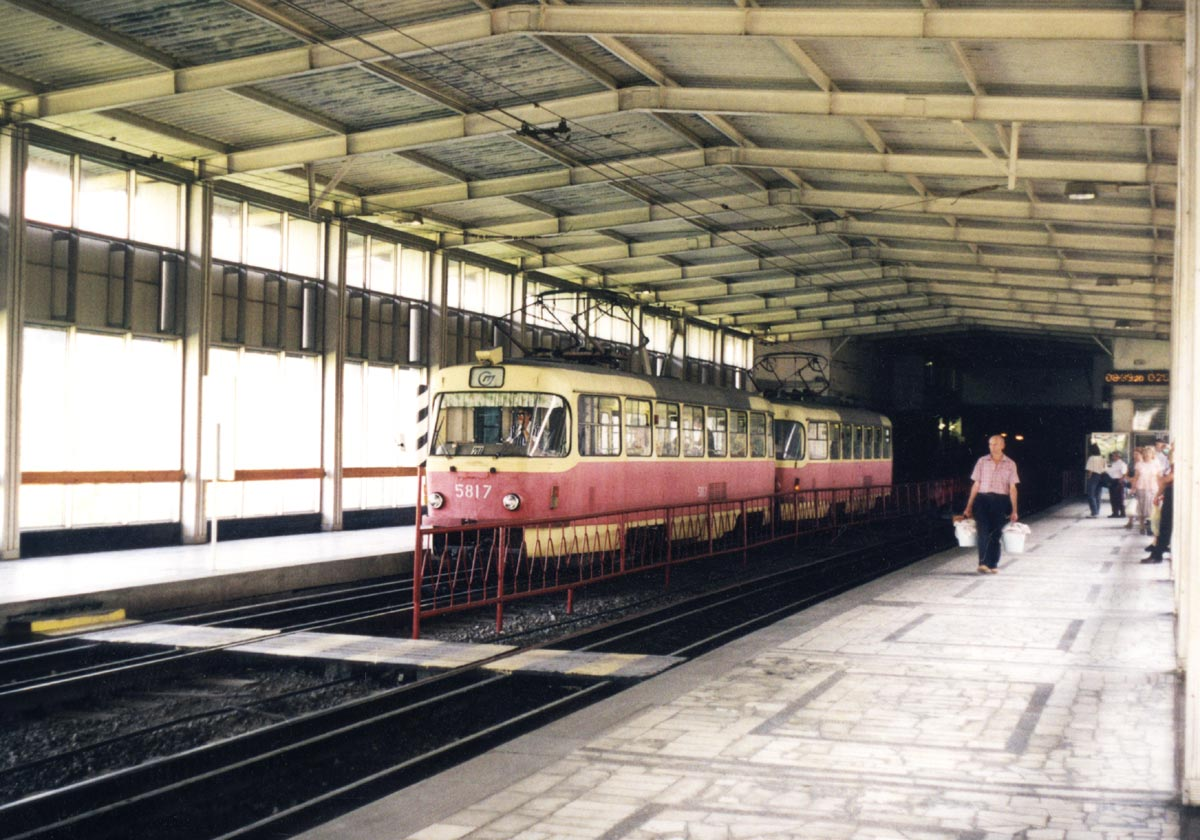
Станція «Піонерська»

| Назва станції                           | Назва мовою оригіналу                | Тип                                               |
| Тракторний завод                        | Тракторный завод (ВГТЗ)              | Наземна зупинка                                   |
| Хлібзавод                               | Хлебозавод                           | Наземна зупинка                                   |
| Водовідстій                             | Водоотстой                           | Наземна зупинка                                   |
| Лікарня Ілліча                          | Больница Ильича                      | Наземна зупинка                                   |
| Барикади                                | Баррикады                            | Наземна зупинка                                   |
| 31-ша школа                             | 31-я школа                           | Наземна зупинка                                   |
| Стадіон «Моноліт»                       | Стадион «Монолит»                    | Наземна зупинка                                   |
| Завод «Червоний Жовтень»                | Завод «Красный Октябрь»              | Наземна зупинка                                   |
| Вулиця імені 39-ї гвардійської дивізії  | Улица имени 39-й гвардейской дивизии | Наземна зупинка                                   |
| Площа Відродження                       | Площадь Возрождения                  | Наземна зупинка                                   |
| Палац спорту                            | Дворец спорта                        | Наземна зупинка                                   |
| Мамаїв курган                           | Мамаев курган                        | Наземна зупинка                                   |
| Центральний стадіон                     | Центральный стадион                  | Наземна зупинка                                   |
| Центральний парк культури та відпочинку | Центральный парк культуры и отдыха   | Наземна зупинка                                   |
| Європа                                  | Европа                               | Наземна зупинка                                   |
| Площа Леніна                            | Площадь Ленина                       | Підземна односклепінна мілкого закладання станція |
| Комсомольська                           | Комсомольская                        | Підземна колонна мілкого закладання станція       |
| Піонерська                              | Пионерская                           | Естакадна однопрольотна станція                   |
| Площа Чекістів                          | Площадь Чекистов                     | Наземна зупинка                                   |
| Профсоюзна                              | Профсоюзная                          | Підземна колонна мілкого закладання станція       |
| ТЮГ                                     | ТЮЗ                                  | Підземна односклепінна мілкого закладання станція |
| Єльшанка                                | Ельшанка                             | Підземна колонна мілкого закладання станція       |

## Перспективи
Губернатор Сергій Боженов ухвалив рішення про будівництво третьої черги швидкісного трамвая протяжністю 7 кілометрів, яка продовжить лінію на південь, з'єднавши мікрорайон Тулаков і Волгоградський державний університет. На її проектування у 2013 році обласне уряд виділив понад 400 мільйонів рублів. Передбачається, що вся документація буде готова навесні 2014 року, тоді ж і почнеться реалізація нової черги. Будівельні роботи з прокладання третьої черги метротрама завершаться до 2018 року.